# Polycyrtus fonsecai
Polycyrtus fonsecai là một loài tò vò trong họ Ichneumonidae.